# Clément Davy
Clément Davy (* 17. Juli 1998 in Fougères) ist ein französischer Radrennfahrer.

## Sportlicher Werdegang
Als Junior machte Davy durch den Gewinn der nationalen Meisterschaften 2016 im Einzelzeitfahren auf sich aufmerksam. Nach dem Wechsel in die U23 begann er zunächst bei den Radsportvereinen Laval Cyclisme 53 und Sojasun Espoir. 2018 erhielt er die Möglichkeit, als Stagiaire für das Team Groupama-FDJ zu fahren. In der Folgesaison wurde er zunächst Mitglied im Continental Team, bevor er zur Saison 2021 einen Vertrag im UCI WorldTeam erhielt.
Als Radprofi blieb Davy bisher ohne eigene zählbare Erfolge, im Team wird er meist für Helferaufgaben eingesetzt.

## Erfolge
2016
- Französischer Meister – Einzelzeitfahren (Junioren)
- Französischer Meister – Mannschaftsverfolgung Junioren (mit Maxime Chevalier, Quentin Fournier, Byan Le Claire und Jean-Louis Le Ny)

2017
- Französischer Meister – Mannschaftsverfolgung (mit Florian Maitre, Aurélien Costeplane und Thomas Denis)

## Grand Tour-Platzierungen
| Grand Tour            | 2022 | 2023 | 2024 |
| --------------------- | ---- | ---- | ---- |
| Giro d’ItaliaGiro     | 144  | –    | DNF  |
| Tour de FranceTour    | –    | –    | –    |
| Vuelta a EspañaVuelta | –    | 135  | –    |